# صامويل سونغو
صامويل سونغو (1929 - 1977) فنان روديسي، اشتهر بأعماله التي تصور الحياة الأفريقية التقليدية. كان سونغو مصاب بعجز ويستخدم كرسيًا متحركًا. قضى معظم حياته في العمل في مدرسة بعثة سيرين، وإنتاج الفن بناءً على طلب فرانك ماكوين الذي كان مغترب بريطاني ساعد في إنشاء وإدارة معرض روديسيا الوطني للفنون (الآن المتحف الوطني في زيمبابوي).
في عام 1946، كان سونغو الموضوع الرئيسي لفيلم وثائقي بريطاني بعنوان بيتانيكو، فيلم سيرين. في عام 1954، ظهر سونغو في مقال بمجلة تايم بعنوان عجائب العجائب. عُرضت العديد من أعمال سونغو في المعرض الوطني لروديسيا، ومتحف الفن الحديث عام 1968، ومتحف رودين عام 1971، ومعهد لندن للفنون المعاصرة عام 1972. كما بيعت العديد منها إلى متاحف في إنجلترا.